# Kondotty
Kondotty es una ciudad censal situada en el distrito de Malappuram en el estado de Kerala (India). Su población es de 28794 habitantes (2011). Se encuentra a 20 km de Malappuram y a 24 km de Kozhikode

## Demografía
Según el censo de 2011 la población de Kondotty era de 28794 habitantes, de los cuales 14036 eran hombres y 14758 eran mujeres. Kondotty tiene una tasa media de alfabetización del 95,07%, superior a la media estatal del 94%. la alfabetización masculina es del 97,25%, y la alfabetización femenina del 93,02%.